# Públio Canídio Crasso
Públio Canídio Crasso (m. 30 a.C.; em latim: Publius Canidius Crassus) foi um político da gente Canídia da República Romana nomeado cônsul sufecto em 40 a.C. com Lúcio Cornélio Balbo Maior. Foi um importante personagem no longo período compreendido pelas guerras civis que acabaram com a República entre 44 e 31 a.C..
Era membro da facção cesariana liderada pelo triúnviro Marco Antônio e foi um de seus mais hábeis e fieis generais. Depois de ter sido nomeado cônsul por um curtíssimo período, assumiu o comando das legiões de Antônio no oriente e atuou com sucesso na Campanha parta de Marco Antônio (entre 39 e 34 a.C.).
Canídio permaneceu fiel a Marco Antônio até o final e comandou suas forças terrestres na campanha que culminou na Batalha de Ácio. Acusado de ser amante de Cleópatra e de ter aconselhado mal o triúnviro, foi abandonado por suas legiões depois da derrota e fugiu para o Egito. Foi capturado pelo exército de Otaviano e executado em 30 a.C..

## Biografia

### Carreira com Marco Antônio

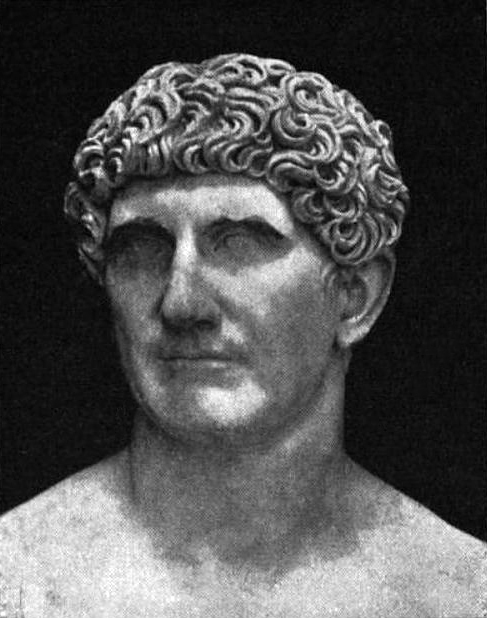
Busto de Marco Antônio, o grande aliado de Canídio Crasso

A ascendência da família de Canídio Crasso é obscura; provavelmente ele era originária da região de Piceno, assim como dois outros hábeis generais da facção de Marco Antônio, Lúcio Decídio Saxa e Públio Ventídio Basso; os três são muitas vezes mencionados juntos pelas fontes antigas para demonstrar as semelhanças entre os nomes aristocráticos de terminação não-latina. Segundo Ronald Syme, seu nome, "Canídio", não aparece em nenhuma fonte epigráfica e defende que é possível que ele fosse o mesmo Canídio citado por Plutarco que estava em Chipre com Catão, o Jovem, em 57 a.C..
Nas fontes históricas antigas, Canídio aparece pela primeira vez por volta de 43 a.C., durante a Campanha de Mutina, a rápida guerra que se sucedeu ao assassinato de César. Nesta fase inicial das guerras civis, que continuariam quase sem interrupções até 31 a.C., Canídio era um oficial do exército do triúnviro Lépido estacionado na Gália Narbonense. Lépido tentou, num primeiro momento, manter-se neutro e equidistância entre a facção de Marco Antônio e a republicana, representada, depois da morte dos cônsules Aulo Hírcio e Caio Víbio Pansa, pelo liberator Décimo Júnio Bruto Albino. Na realidade, Canídio já era um fervoroso seguidor de Antônio e promoveu uma eficiente propaganda entre as tropas do próprio Lépido para favorecer um acordo e uma aliança com ele, que era o segundo-em-comando de César.
As manobras para promover a confraternização entre as legiões de veteranos teve sucesso: Lépido e Marco Antônio fizeram um acordo pessoal contra os líderes cesarianos Lúcio Munácio Planco e Caio Asínio Polião; no final de 43 a.C., o Segundo Triunvirato, uma aliança entre Antônio, Lépido e Otaviano, foi firmado e dominaria a política romana por mais uma década. Canídio aparece nas crônicas históricas deste turbulento período em 40 a.C., quando, depois da Campanha de Perúsia e dos novos acordos firmados em Brundísio, serviu como pessoa de confiança de Antônio, eleito cônsul sufecto por um breve período com Lúcio Cornélio Balbo Maior depois que os cônsules eleitos para aquele ano, Cneu Domício Calvino e Caio Asínio Polião, tiveram seus mandatos encerrados antecipadamente.

### Vitórias no oriente

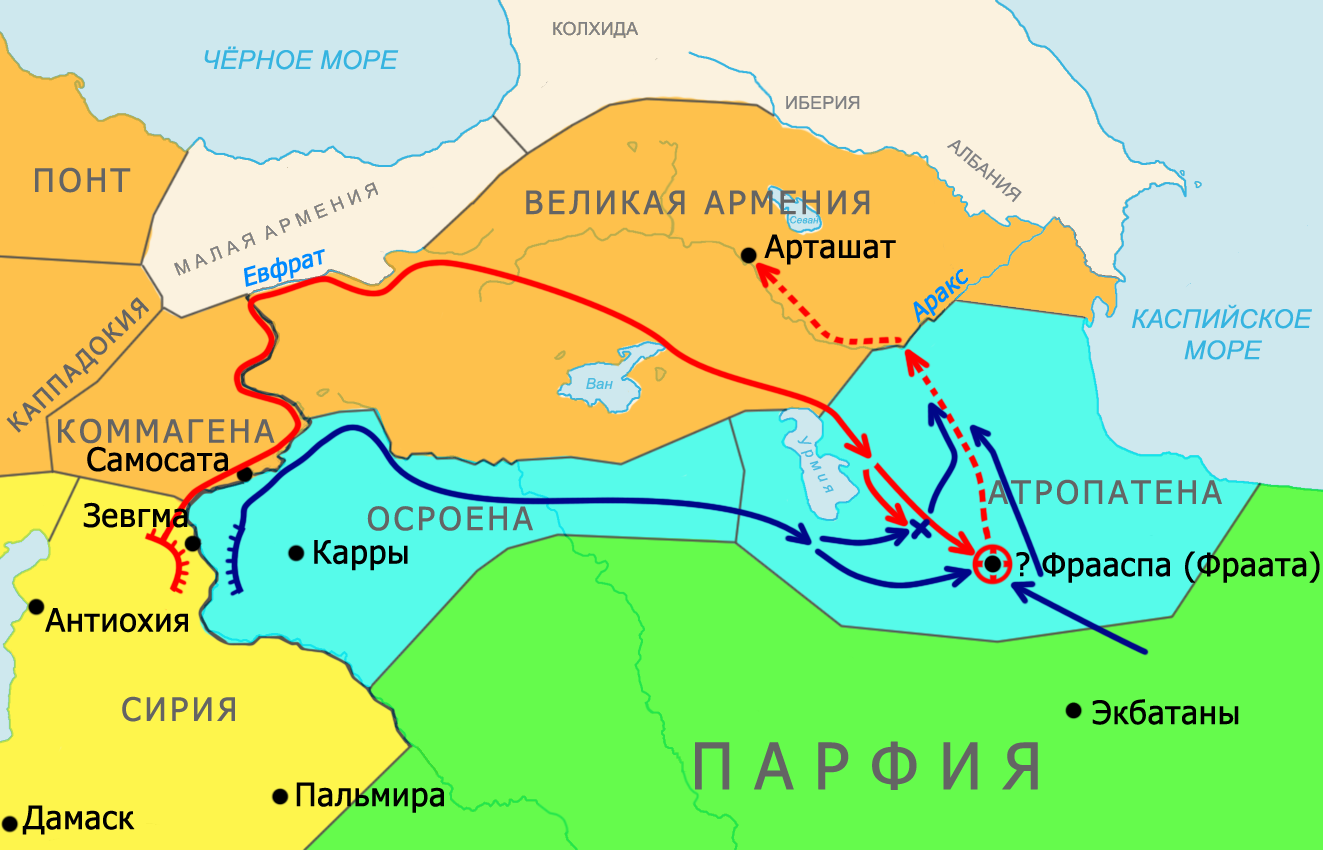
Campanha parta de Marco Antônio

Nos anos seguintes, Canídio foi enviado ao oriente por Marco Antônio para dar início às preparações para sua ambiciosa campanha contra o Império Parta que o triúnviro estava planejamento para dar continuidade aos planos de Júlio César. Enquanto Ventídio Basso, entre 39-38 a.C., enfrentava os partas da Síria com grande sucesso, infligindo-lhes pesadas derrotas, Canídio, em 37 a.C., liderou seis legiões numa invasão ao Reino da Armênia, por onde Marco Antônio planejava passar para poder atacar o Império Parta pelo norte sem ter que enfrentar o deserto mesopotâmico. Canídio demonstrou notáveis habilidades como comandante e estrategista durante a campanha na Armênia e no Cáucaso: inicialmente marchou com suas legiões contra o rei da Ibéria Farnavaz II, que foi derrotado e subjugado, e, em seguida, o reino caucasiano vizinho da Albânia. O rei local, Zober, foi também derrotado pelas legiões de Canídio, que tomaram o território e firmaram vantajosos acordos de aliança com os dois pequenos estados caucasianos. Em 36 a.C., Canídio estava nas redondezas da moderna cidade de Erzurum com suas legiões, onde se encontrou com Marco Antônio, que vinha com suas dez legiões para dar início, com os dois exércitos reunidos e a partir da base de operações armênia conquistada por Canídio, à Campanha parta.
Contudo, a campanha terminou em desastre; depois de um difícil avanço inicial, o grande exército romano foi obrigado a bater em retirada com muitas perdas. Canídio participou desta difícil campanha contribuindo para salvar as legiões romanas durante a retirada. Em 34 a.C., Canídio participou da campanha punitiva de Marco Antônio contra o traidor rei armênio Artavasdes II; em seguida, o triúnviro partiu para o Egito e deixou seu posto ao cargo de Canídio, que tinha a missão de assumir o comando da maior parte do exército de Antônio e ocupar a Armênia. Em 33 a.C., Caníndio recebeu novas ordens de Marco Antônio: a situação política estava se degenerando e parecia iminente e inevitável uma guerra civil decisiva contra Otaviano; numa situação como esta, era essencial concentrar suas forças e deixá-las mais próximas do ocidente. Canídio transferiu suas legiões até a costa da Ásia, onde invernou entre 33-32 a.C., enquanto as tensões entre os dois triúnviros estava prestes a explodir numa nova guerra civil.

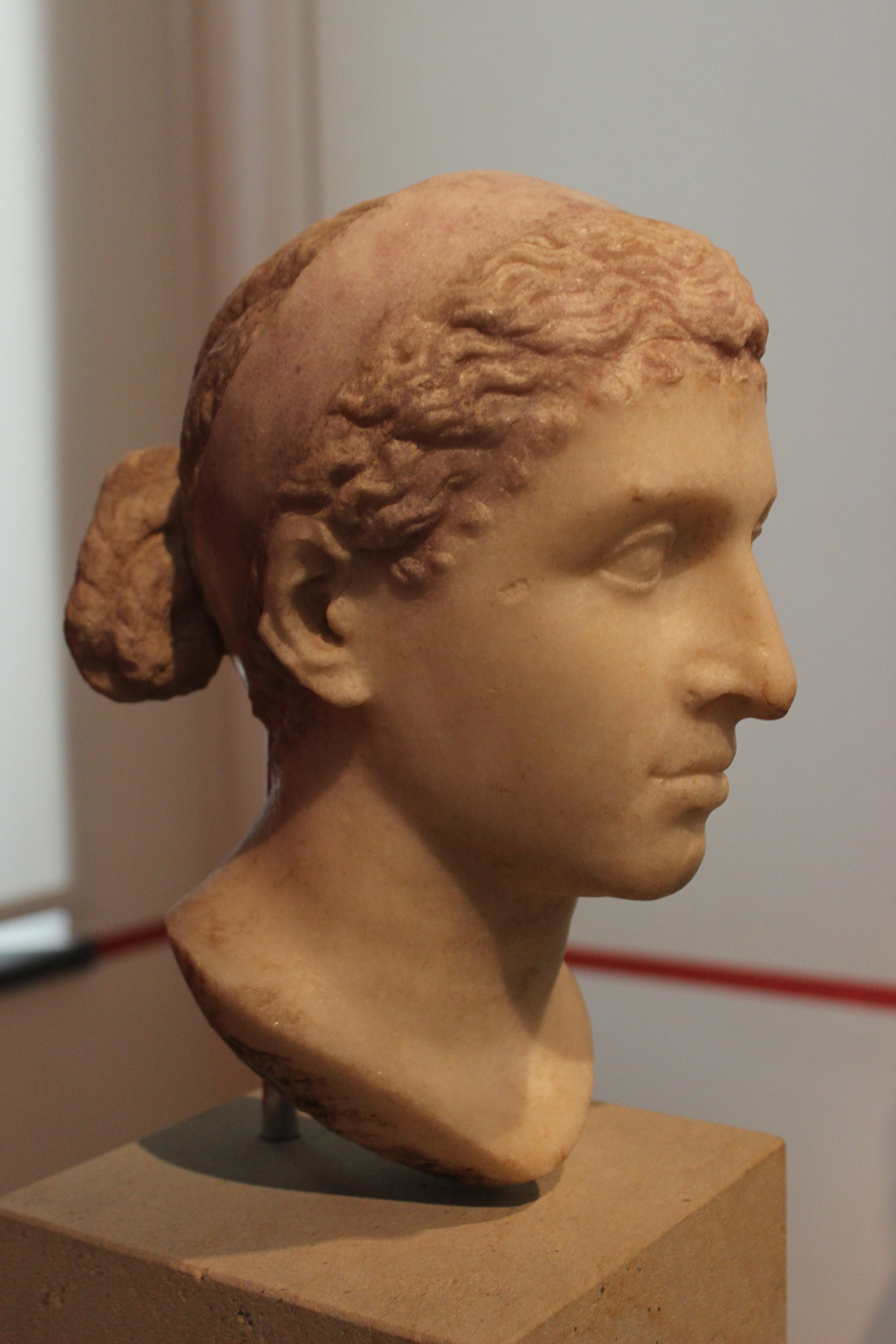
Busto de Cleópatra.
Na Coleção Antiquária de Berlim, em Berlim, Alemanha.

Marco Antônio decidiu deixar onze legiões nas províncias orientais enquanto Canídio liderava uma marcha de outras dezenove até a Grécia, onde passou o inverno de 32-31 a.C.; em Éfeso foi realizada uma reunião com os principais generais do triúnviro para decidir uma estratégia a ser seguida na luta contra Otaviano. O encontro, do qual participaram também senadores fugidos de Roma, os príncipes dos reinos orientais aliados de Roma e, principalmente, a rainha do Egito Cleópatra, foi caracterizado pelo duro contraste entre as diversas facções e da ruptura entre os principais líderes de Antônio, Cneu Domício Enobarbo, Lúcio Munácio Planco, Marco Tício, Marco Júnio Silano e Cleópatra, que era, na época, a esposa do triúnviro. Num primeiro momento, os líderes romanos pareciam ter conseguido convencer Antônio a aproveitar a oportunidade de abandonar a rainha do Egito para evitar a propaganda tendenciosa de Otaviano. Surpreendentemente, porém, Canídio, em quem Antônio confiava plenamente, foi a favor da rainha egípcia, relembrando a importância da contribuição em dinheiro, navios e soldados do Egito. A teimosa posição de Canídio provocou o surgimento de dúvidas e debelou as vozes de todos os que afirmavam que o dinheiro egípcio só provocava mais corrupção.

### Batalha de Ácio e morte
Cleópatra permaneceu com Marco Antônio e influenciou muitos suas decisões e ações. Começaram então as deserções entre os líderes romanos de Antônio, alguns dos quais, como Planco e Tício, abandonaram o acampamento. Antônio se mostrou confuso e incerto sobre o plano a ser adotado; no final, ficou decidido que haveria uma batalha naval, mesmo contra os pareceres contrários de seus colaboradores; Canídio também era contra este plano, que deixava suas legiões, terrestres, praticamente inativas durante o combate. A revolta no acampamento de Antônio, acentuada pela presença de Cleópatra e pela sua interferência, crescia constantemente com o passar do tempo; o próprio Canídio foi ficando exasperado e, num primeiro momento, chegou até mesmo a aconselhar que Antônio abandonasse definitivamente o Egito.
As informações das fontes antigas sobre a fase decisiva da Batalha de Ácio são contraditórias e incompletas; parece, contudo, que, no final, Cleópatra conseguiu convencer Marco Antônio a tentar uma batalha naval pois ela permitiria abrir um caminho de saída do Golfo de Ambrácia e uma reentrada no Egito. Canídio voltou a apoiar Cleópatra e aprovou seu plano de retirada; dizia-se que ele havia sido corrompido novamente pela rainha. Seja como for, Canídio, na noite anterior à decisiva Batalha de Ácio, era o único general que sabia do plano secreto de Antônio e Cleópatra; ele, no comando de todas as legiões em terra, havia recebido ordens de levar o exército até a Ásia através da Grécia. A batalha naval foi facilmente vencida por Otaviano; rapidamente Cleópatra conseguiu fugir para o Egito com sua frota pessoal e Marco Antônio, abandonando a frota romana, seguiu sua rainha.
Canídio permaneceu como o único comandante das legiões que, inicialmente, estavam de prontidão para o combate; os veteranos aguardavam fielmente o retorno de Antônio e Canídio, que sabia do plano de fuga, escondeu por alguns dias a verdade das tropas. Ele tinha instruções, mas estava muito envergonhado; depois de uma semana de espera, era evidente que Antônio não retornaria e, entre tropas, começou a se espalhar a revolta. Canídio decidiu finalmente abandonar o acampamento romano e fugiu para o Egito para se reencontrar com seu comandante. A notícia da fuga de Canídio provocou a derrocada definitiva da moral das legiões de Antônio, que, desiludidas e desgastadas, desertaram em grande parte para o lado de Otaviano.
Canídio chegou ao Egito em outubro de 31 a.C., mas a guerra já estava perdida para Antônio e Cleópatra, que, depois de uma fugaz resistência, se suicidaram em 30 a.C. em Alexandria, a capital do Egito ptolemaico, depois da derrota final de Marco Antônio. Canídio, fiel até o último momento a Marco Antônio, estaria certamente condenado à morte se caísse nas mãos de Otaviano, cuja propaganda diminuiu muito sua memória criticando-o por sua fuga depois de Ácio e descrevendo seu temor perante uma condenação à morte ao afirmar que ele pretendia pedir clemência a Otaviano. Na realidade, parece que Canídio, um hábil general, inteligente e confiável durante toda a sua carreira, foi executado justamente por sua fidelidade desmedida a Antônio e, talvez, por saber de antemão o segredo da surpreendente Batalha de Ácio e do comportamento aparentemente inexplicável de seu general durante o combate.